# Helma Lutz
Helma Lutz (* 15. Dezember 1953 in Hildesheim) ist eine deutsche Soziologin und Erziehungswissenschaftlerin. Sie ist emeritierte Professorin für Frauen- und Geschlechterforschung an der Johann Wolfgang Goethe-Universität Frankfurt.

## Leben
Lutz absolvierte ihr Abitur 1972 in Hann. Münden und studierte anschließend Soziale Arbeit an der Universität Kassel. Nach ihrem dortigen Bachelorabschluss war sie zunächst in verschiedenen Projekten als Sozialarbeiterin und von 1980 bis 1983 als Dozentin an der TU Berlin tätig. Ihren Master in Soziologie absolvierte sie an der Freien Universität Berlin. 1990 erlangte Lutz ihren Doktorgrad an der Universiteit van Amsterdam. Es folgten eine Habilitation in Erziehungswissenschaften 1999 sowie in Soziologie 2005 (jeweils an der Universität Münster).
Im Wintersemester 2004/2005 war Lutz „Fellow in Residence“ am Netherlands Institute for Advanced Studies in the Humanities and Social Sciences (NIAS). 2005/2006 hatte Lutz die „Maria-Goeppert-Mayer Gastprofessur für Internationale Frauen- und Geschlechterforschung“ an der Stiftung Universität Hildesheim inne. Es folgte im März 2006 eine Gastprofessur an der Sorbonne, Paris (École Pratique des Hautes Études, EPHE). 2012 erhielt sie den schwedischen Wissenschaftspreis des Riksbanken Jubiläumsfonds und lehrte das Sommersemester über an der Universität Linköping. Von 2012 bis 2013 war sie Fellow beim Woodrow Wilson International Center for Scholars. Von Oktober 2007 bis zu ihrer Emeritierung im Oktober 2021 lehrte Helma Lutz als Professorin für Frauen- und Geschlechterforschung am Fachbereich Gesellschaftswissenschaften der Johann Wolfgang Goethe-Universität in Frankfurt am Main.
Lutz gehört den Beiräten der Zeitschriften Feministische Studien und GENDER an.
Helma Lutz ist Mitglied des Rates für Migration.

## Forschungsschwerpunkte
Die Forschungsschwerpunkte von Helma Lutz sind Frauen- und Geschlechterforschung, Migrationsforschung, Intersektionalität, Rassismus- und Ethnizitätsforschung sowie qualitative Forschungsmethoden (darunter vor allem Biographieforschung). Sie gilt zudem als Expertin für Globale Betreuungsketten und die Situation ausländischer Pflegekräfte in Deutschland.

## Veröffentlichungen (Auswahl)

### Monographien
- Die Hinterbühne der Care-Arbeit. Transnationale Perspektiven auf Care-Migration im geteilten Europa. Beltz Juventa, Weinheim 2018.
- (mit Anna Amelia) Gender, Migration, Transnationalisierung. Eine intersektionelle Einführung. transcript, Bielefeld 2017.
- Vom Weltmarkt in den Privathaushalt. Die neuen Dienstmädchen im Zeitalter der Globalisierung. Mitarbeit von Susanne Schwalgin. Budrich, Münster/Leverkusen-Opladen 2007, ISBN 3-86649-157-3.
  - englisch: The New Maids. Transnational Women and the Care Economy. Zed Books, London/New York 2011, ISBN 978-1-84813-288-7.
- Welten verbinden. Türkische Sozialarbeiterinnen in den Niederlanden und der Bundesrepublik Deutschland, Verlag für interkulturelle Kommunikation, Frankfurt am Main 1999.

### (Ko-)Herausgeberschaften
- Gute Sorge ohne gute Arbeit? Live-in-Care in Deutschland, Österreich und der Schweiz. Beltz Juventa, Weinheim 2021.
- Klassikerinnen feministischer Theorie. Grundlagentexte. Band 3. Ulrike Helmer, Sulzbach im Taunus 2013.
- Migration and Domestic Work. A European Perspective on a Global Theme. Ashgate, Aldershot 2008
- Kolonialismus und Erinnerungskultur. Die Kolonialvergangenheit im kollektiven Gedächtnis der deutschen und niederländischen Einwanderungsgesellschaft. Waxmann, Münster u. a. O. 2005
- Pluralismus unausweichlich? Blickwechsel zwischen Vergleichender und Interkultureller Pädagogik. Waxmann, Münster u. a. O. 2003.
- Crossing Borders and Shifting Boundaries. Gender, Identities and Networks. Leske und Budrich, Opladen 2002.
- Unterschiedlich Verschieden. Differenz in der Erziehungswissenschaft. Leske und Budrich, Opladen 2001.